# Bataille de Carcano
 (décembre 2024).
Guerres entre guelfes et gibelins
Batailles
1150 – 1200
- Vernavola (1154)
- Spolète (1155)
- Tortone (1155)
- Milan (1158)
- Siziano (1159)
- Crema (1159)
- Carcano (1160)
- Milan (1162)
- Prataporci (1167)
- Alexandrie (1174-1175)
- Legnano (1176)

1201 – 1250
- Calcinato (1201)
- Casei Gerola (1213)
- Cortenuova (1237)
- Brescia (1238)
- Faenza (1239)
- Giglio (1241)
- Viterbe (1243)
- Parme (1248)
- Fossalta (1249)
- Cingoli (1250)

1251 – 1300
- Bataille de Montebruno (1255)
- Cassano (1259)
- Montaperti (1260)
- Bénévent (1266)
- Tagliacozzo (1268)
- Colle (1269)
- Roccavione (1275)
- Desio (1277)
- Forlì (1282)
- Pieve al Toppo (1288)
- Campaldino (1289)

1301 – 1350
- Pavie (1302)
- La Lastra (1304)
- Milan (1311)
- Soncino (1312)
- Gaggiano (1313)
- Rho (1313)
- Ponte San Pietro (1313)
- Scrivia (1315)
- Montecatini (1315)
- Pavie (1315)
- Sestri (1318)
- Bardi (1321)
- Mirandola (1321)
- Gorgonzola (1323)
- Vaprio d'Adda (1324)
- Altopascio (1324)
- Zappolino (1325)
- San Felice (1332)
- San Quirico (1341)
- Gamenario (1345)

1351 – 1402
- Mirandola (1355)
- Casorate (1356)
- Solara (1356)
- Alexandrie (1391)
- Casalecchio (1402)

La bataille de Brianza est un évènement de la guerre entre guelfes et gibelins qui eut lieu en 1160 à Carcano, aujourd'hui Albavilla en Italie.

## Contexte historique
Deux factions s'opposent pour la gouvernance du nord de la péninsule italienne : les guelfes, partisans de l'autorité papale, et les gibelins, partisans de l'autorité du Saint-Empire romain Germanique. Avec le soutien des villes gibelines, l'Empereur Frédéric Barberousse lance une nouvelle campagne contre les villes guelfes au cours de 1159. En juillet de la même année, avec l'aide d'abord des Crémonais et ensuite des contingents envoyés par l'archevêque de Cologne et les ducs de Saxe, il met Crema sous siège. La petite ville lombarde, cependant, résiste longtemps, mettant en colère Frédéric, et ne tombe que le 26 janvier 1160.

## La bataille
Le 9 août 1160, les troupes guelfes milanaises et les troupes de l'empire s'affrontent à Carcano.

## Issue des combats et conséquences
Les Milanais infligent une lourde défaite à Barberousse, le forçant à battre en retraite vers le nord.